# Viktor Schem-Tow

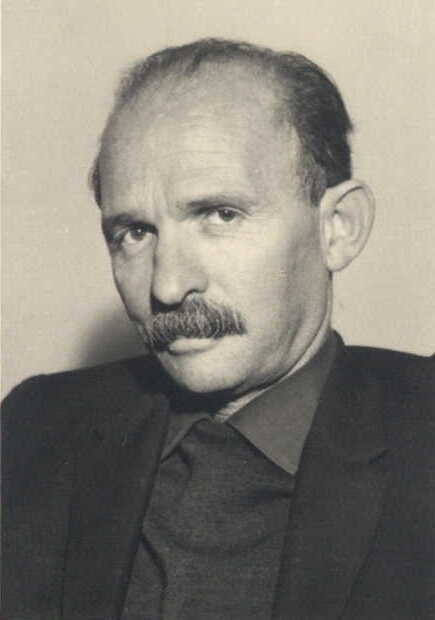
Viktor Schem Tow

Viktor Schem-Tow (hebräisch ויקטור שם-טוב; * 1. Februar 1915 in Samokow; † 8. März 2014 in Jerusalem) war ein israelischer Politiker.
Schem-Tow war israelischer Minister ohne Geschäftsbereich (1969–1970), zudem Gesundheitsminister (27. Juli 1970 bis 20. Juni 1977) sowie Minister für Wohlfahrt und Soziale Dienste (3. Juni 1974 bis 29. Oktober 1974).
Viktor Schem-Tow stammte aus einer im westbulgarischen Samokow ansässigen Familie von Goldschmieden. Er lebte zumeist in Sofia und war ein Mitglied der Maccabi-Jugendbewegung. Er wanderte 1939 nach Palästina ein, wo er noch im selben Jahr der Jugendorganisation Hashomer Hatzair beitrat. Schem-Tow wurde 1946 Mitglied des Jerusalemer Arbeiterrats und war von 1949 bis 1950 Vorsitzender der Bulgarischen Einwanderervereinigung.